# 金星人愛情故事
《金星人愛情故事》台灣原創2D動畫短片，二四點五影像製片，並由旅日歸國的獨立動畫創作者盧彥維同時擔任導演、劇本、作畫指導，再加上擔任過《精靈寶可夢系列》與Netflix原創動畫《Kazoops!》的兩位旅外美術師擔任共同美術指導，讓畫面製作遵循著日本動畫流程，從分鏡、Layout、原畫、動畫、背景、攝影，按部就班完成。
2019年12月31日正式上架巴哈姆特動畫瘋。

## 劇情
就讀小學五年級的小夏，在暑假來臨後與好友們假扮成金星人，去對愛情所困的大人們惡作劇開示，沒想到惡作劇成功而讓金星人爆紅，順勢成立了「金星人事務所」來繼續對愛情所困的人們開示。
但在扮演金星人的生活持續到暑假倒數的第七天，小夏因為面臨到自己的心事而愁眉不展，直到與一位叫做天晴的金髮姐姐相遇，並在彼此間的心事產生了共鳴後才開始有了轉變。對兩人來說「愛情」是什麼，她們將會尋找出屬於自己的答案。

## 聲音演員
| 聲演   | 角色      | 介紹 |
| ------ | --------- | --- |
| 陳姿蓉 | 天晴      | 大學生，非常溫柔，幾乎不會生氣的個性。發現別人有煩惱時總會想去幫忙，但面對自己的煩惱時反而束手無策。在本作裡，由於正被愛情所困而找上了「金星人事務所」。                                               |
| 朝比陽 | 小夏      | 小學五年級，喜歡獨立思考，做事情前一定要有完整的規劃才會行動。雖然看似成熟的個性，但有時候還是藏不住一些小孩子的表現。在暑假的時光裡，與好友們組成「金星人事務所」，來對被愛情所困的大人們惡作劇開示。 |
| Cheryl | 小t、lala | 小學五年級，小夏的好友們，總是一副沒煩惱天真樂觀的lala與穩重不會有太大情緒起伏的小t。 |

## 製作上映
《金星人愛情故事》於2018年10月創立的「金星人事務所」粉絲專頁公開製作消息，製作解析度為4k，24-bit無損音質，採用數位作畫，在無申請任何政府補助、廠商贊助的情況下，企劃至完成耗時近2年，為台灣近年來少數採用2D手繪動畫形式呈現的動畫片。「金星人事務所」公開本片製作後，同時於社群媒體分享日本動畫製作觀念，以動畫小教室發展系列動畫知識貼文，吸引了不少資深動畫迷、動畫從業人員以及正在學習動畫製作的學生們關注，並於2019年2月24日在台南全美戲院舉辦首映座談會。

## 製作成員
- 導演：盧彥維
- 企劃：盧彥維、簡守翊
- 製片：Ricky M(盧彥碩)
- 原畫：盧彥維
- 美術指導：許志平, 陳吉隆
- 背景作畫：許志平, 陳吉隆
- 聲音演員：朝比陽、Cheryl
- 配樂：洪祥修
- 配音收音：洪祥修
- 照片提供：Enzo's Photography(盧彥佐)

## 入圍影展
- International Film Festival Tonneins France

2019 Official Selection Best Animation Film